# 阮氏緣
阮氏缘（1951年1月—），越南河南省人，經濟學博士。越南政治人物、曾任越南国家副主席。
1981年7月加入越南共產黨。2007年7月在越南第十二屆國會上被選舉為越南社会主义共和国副主席。2011年7月在越南第十三届国会第一次会议上获得连任。现任越南祖国阵线中央委员会非专职副主席。